# 凱洛琳·簡森
凱洛琳·簡森（英語：Caroline Jensen，1947年—），婚後改名凱洛琳·海因（Caroline Hein），美國前女子羽球運動員。
凱洛琳·簡森16歲就代表美國參加1963年優霸盃，在對陣英格蘭的決賽中，她與17歲的蒂娜·貝里納加一起出賽雙打，兩人先以8:15、1:15輸給珍妮佛·普里查德/艾莉絲·羅傑斯組合，再以10:15、14:15輸給烏蘇拉·史密斯/瑪格麗特·巴蘭德組合。最終美國隊以4-3取勝而獲得冠軍。
她也參加1966年優霸盃，在對陣日本的決賽中，她同時出賽單打與雙打。在單打比賽中，她以11:12、3:11輸給橫井文子。在雙打比賽中，她與蒂娜·貝里納加先輸給15:9、9:15、7:15輸給天野博江/高橋友子組合，隨後又以相同比數輸給高木紀子/後藤和子組合。最終美國隊以2-5敗北而失去后座。
在個人賽方面，她與蒂娜·貝里納加一起贏得1964年美國羽球公開賽及1965年加拿大羽球公開賽的女子雙打冠軍。